# Hedwig van Oostenrijk

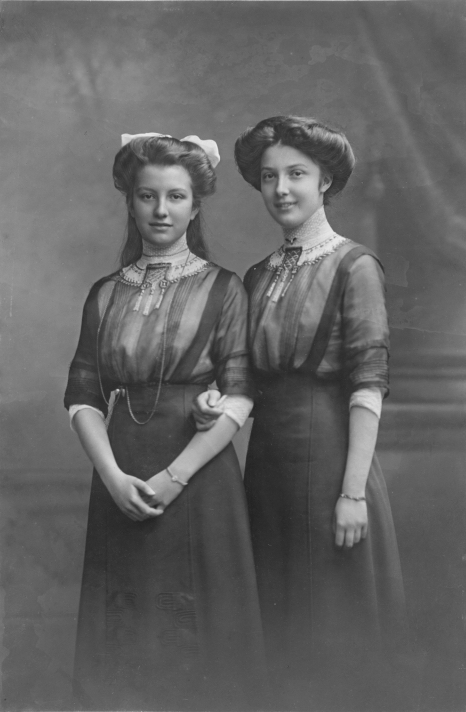
Hedwig, rechts, met haar zuster Elisabeth Franciska

Hedwig (Wallsee, 24 september 1896 - Hall (Tirol), 1 november 1970) was een aartshertogin van Oostenrijk.

## Leven
Hedwig was een dochter van aartshertogin Marie-Valerie van Oostenrijk en aartshertog Frans Salvator van Oostenrijk. Ze was ook een kleindochter van keizerin Elisabeth en keizer Frans Jozef I van Oostenrijk.
Ze trouwde op 24 april 1918 met graaf Bernhard zu Stolberg-Stolberg, een zoon van graaf Leopold zu Stolberg-Stolberg en de Amerikaanse Mary Eddington. Ze kregen 9 kinderen.

## Kinderen
- Marie Elisabeth (1919-2012)
- Franz Joseph (1920-1986)
- Friedrich Leopold (1921-2007)
- Bernhard Friedrich Hubertus (1922-1955)
- Therese Maria Valerie (1923-1982)
- Carl Franz (1925-2003)
- Ferdinand Maria Immaculata (1926-1998)
- Anna Regina Emanuela Maria (1927-2002)
- Magdalena Maria Mathilde (1930)